# Keep You Close
Keep You Close is een album van de Belgische rockgroep dEUS. Het is het zevende album en is verschenen in 2011. De plaat is geproduceerd door David Bottrill, die ook The Ideal Crash heeft geproduceerd. Keep You Close, Constant Now en Ghost zijn als single verschenen. Keep You Close is meer dan 20.000 keer over de toonbank gegaan.

## Tracklist
1. Keep You Close
2. The Final Blast
3. Dark Sets In
4. Twice (We Survive)
5. Ghost
6. Constant Now
7. The End Of Romance
8. Second Nature
9. Easy

## Trackinfo
In Dark Sets In en Twice (We Survive) doet Greg Dulli, frontman van The Afghan Whigs, mee.

## Hitnoteringen

### NederlandseAlbum Top 100
| Hitnotering: (Week 1 t/m 12) 24-09-2011 t/m 10-12-2011 Hitnotering: (Week 13) 07-01-2012 | Hitnotering: (Week 1 t/m 12) 24-09-2011 t/m 10-12-2011 Hitnotering: (Week 13) 07-01-2012 | Hitnotering: (Week 1 t/m 12) 24-09-2011 t/m 10-12-2011 Hitnotering: (Week 13) 07-01-2012 | Hitnotering: (Week 1 t/m 12) 24-09-2011 t/m 10-12-2011 Hitnotering: (Week 13) 07-01-2012 | Hitnotering: (Week 1 t/m 12) 24-09-2011 t/m 10-12-2011 Hitnotering: (Week 13) 07-01-2012 | Hitnotering: (Week 1 t/m 12) 24-09-2011 t/m 10-12-2011 Hitnotering: (Week 13) 07-01-2012 | Hitnotering: (Week 1 t/m 12) 24-09-2011 t/m 10-12-2011 Hitnotering: (Week 13) 07-01-2012 | Hitnotering: (Week 1 t/m 12) 24-09-2011 t/m 10-12-2011 Hitnotering: (Week 13) 07-01-2012 | Hitnotering: (Week 1 t/m 12) 24-09-2011 t/m 10-12-2011 Hitnotering: (Week 13) 07-01-2012 | Hitnotering: (Week 1 t/m 12) 24-09-2011 t/m 10-12-2011 Hitnotering: (Week 13) 07-01-2012 | Hitnotering: (Week 1 t/m 12) 24-09-2011 t/m 10-12-2011 Hitnotering: (Week 13) 07-01-2012 | Hitnotering: (Week 1 t/m 12) 24-09-2011 t/m 10-12-2011 Hitnotering: (Week 13) 07-01-2012 | Hitnotering: (Week 1 t/m 12) 24-09-2011 t/m 10-12-2011 Hitnotering: (Week 13) 07-01-2012 | Hitnotering: (Week 1 t/m 12) 24-09-2011 t/m 10-12-2011 Hitnotering: (Week 13) 07-01-2012 | Hitnotering: (Week 1 t/m 12) 24-09-2011 t/m 10-12-2011 Hitnotering: (Week 13) 07-01-2012 | Hitnotering: (Week 1 t/m 12) 24-09-2011 t/m 10-12-2011 Hitnotering: (Week 13) 07-01-2012 |
| Week:                                                                                    | 1                                                                                        | 2                                                                                        | 3                                                                                        | 4                                                                                        | 5                                                                                        | 6                                                                                        | 7                                                                                        | 8                                                                                        | 9                                                                                        | 10                                                                                       | 11                                                                                       | 12                                                                                       |                                                                                          | 13                                                                                       |                                                                                          |
| ---------------------------------------------------------------------------------------- | ---------------------------------------------------------------------------------------- | ---------------------------------------------------------------------------------------- | ---------------------------------------------------------------------------------------- | ---------------------------------------------------------------------------------------- | ---------------------------------------------------------------------------------------- | ---------------------------------------------------------------------------------------- | ---------------------------------------------------------------------------------------- | ---------------------------------------------------------------------------------------- | ---------------------------------------------------------------------------------------- | ---------------------------------------------------------------------------------------- | ---------------------------------------------------------------------------------------- | ---------------------------------------------------------------------------------------- | ---------------------------------------------------------------------------------------- | ---------------------------------------------------------------------------------------- | ---------------------------------------------------------------------------------------- |
| Positie:                                                                                 | 3                                                                                        | 10                                                                                       | 18                                                                                       | 27                                                                                       | 53                                                                                       | 53                                                                                       | 67                                                                                       | 73                                                                                       | 85                                                                                       | 15                                                                                       | 41                                                                                       | 68                                                                                       | uit                                                                                      | 94                                                                                       | uit                                                                                      |

### VlaamseUltratop 100Albums
| Hitnotering: (Week 1 t/m 25) 24-09-2011 t/m 10-03-2012 Hitnotering: (Week 26 t/m 32) 24-03-2012 t/m 05-05-2012 | Hitnotering: (Week 1 t/m 25) 24-09-2011 t/m 10-03-2012 Hitnotering: (Week 26 t/m 32) 24-03-2012 t/m 05-05-2012 | Hitnotering: (Week 1 t/m 25) 24-09-2011 t/m 10-03-2012 Hitnotering: (Week 26 t/m 32) 24-03-2012 t/m 05-05-2012 | Hitnotering: (Week 1 t/m 25) 24-09-2011 t/m 10-03-2012 Hitnotering: (Week 26 t/m 32) 24-03-2012 t/m 05-05-2012 | Hitnotering: (Week 1 t/m 25) 24-09-2011 t/m 10-03-2012 Hitnotering: (Week 26 t/m 32) 24-03-2012 t/m 05-05-2012 | Hitnotering: (Week 1 t/m 25) 24-09-2011 t/m 10-03-2012 Hitnotering: (Week 26 t/m 32) 24-03-2012 t/m 05-05-2012 | Hitnotering: (Week 1 t/m 25) 24-09-2011 t/m 10-03-2012 Hitnotering: (Week 26 t/m 32) 24-03-2012 t/m 05-05-2012 | Hitnotering: (Week 1 t/m 25) 24-09-2011 t/m 10-03-2012 Hitnotering: (Week 26 t/m 32) 24-03-2012 t/m 05-05-2012 | Hitnotering: (Week 1 t/m 25) 24-09-2011 t/m 10-03-2012 Hitnotering: (Week 26 t/m 32) 24-03-2012 t/m 05-05-2012 | Hitnotering: (Week 1 t/m 25) 24-09-2011 t/m 10-03-2012 Hitnotering: (Week 26 t/m 32) 24-03-2012 t/m 05-05-2012 | Hitnotering: (Week 1 t/m 25) 24-09-2011 t/m 10-03-2012 Hitnotering: (Week 26 t/m 32) 24-03-2012 t/m 05-05-2012 | Hitnotering: (Week 1 t/m 25) 24-09-2011 t/m 10-03-2012 Hitnotering: (Week 26 t/m 32) 24-03-2012 t/m 05-05-2012 | Hitnotering: (Week 1 t/m 25) 24-09-2011 t/m 10-03-2012 Hitnotering: (Week 26 t/m 32) 24-03-2012 t/m 05-05-2012 | Hitnotering: (Week 1 t/m 25) 24-09-2011 t/m 10-03-2012 Hitnotering: (Week 26 t/m 32) 24-03-2012 t/m 05-05-2012 | Hitnotering: (Week 1 t/m 25) 24-09-2011 t/m 10-03-2012 Hitnotering: (Week 26 t/m 32) 24-03-2012 t/m 05-05-2012 | Hitnotering: (Week 1 t/m 25) 24-09-2011 t/m 10-03-2012 Hitnotering: (Week 26 t/m 32) 24-03-2012 t/m 05-05-2012 | Hitnotering: (Week 1 t/m 25) 24-09-2011 t/m 10-03-2012 Hitnotering: (Week 26 t/m 32) 24-03-2012 t/m 05-05-2012 | Hitnotering: (Week 1 t/m 25) 24-09-2011 t/m 10-03-2012 Hitnotering: (Week 26 t/m 32) 24-03-2012 t/m 05-05-2012 |
| Week: | 1 | 2 | 3 | 4 | 5 | 6 | 7 | 8 | 9 | 10 | 11 | 12 | 13 | 14 | 15 | 16 | 17 |
| --- | --- | --- | --- | --- | --- | --- | --- | --- | --- | --- | --- | --- | --- | --- | --- | --- | --- |
| Positie: | 1 | 1 | 2 | 2 | 2 | 5 | 10 | 12 | 20 | 29 | 37 | 43 | 45 | 29 | 37 | 37 | 32 |
| Week: | 18 | 19 | 20 | 21 | 22 | 23 | 24 | 25 | | 26 | 27 | 28 | 29 | 30 | 31 | 32 | |
| Positie: | 36 | 31 | 42 | 21 | 52 | 61 | 65 | 99 | uit | 76 | 75 | 65 | 97 | 69 | 72 | 79 | uit |